# سوزان باتسون
سوزان باتسون (بالإنجليزية: Susan Batson)‏ هي منتجة أفلام وكاتِبة وكاتبة العمود وممثلة أمريكية، ولدت في 1944 في Roxbury, Boston ‏ في الولايات المتحدة.

## وصلات خارجية
- سوزان باتسون على موقع IMDb (الإنجليزية)
- سوزان باتسون على موقع ميوزك برينز (الإنجليزية)
- سوزان باتسون على موقع أول موفي (الإنجليزية)
- سوزان باتسون على موقع قاعدة بيانات برودواي على الإنترنت (الإنجليزية)
- سوزان باتسون على موقع قاعدة بيانات الفيلم (الإنجليزية)